# Kaemis carnicus
Kaemis carnicus är en spindelart som beskrevs av Gasparo 1995. Kaemis carnicus ingår i släktet Kaemis och familjen ringögonspindlar.
Artens utbredningsområde är Italien. Inga underarter finns listade i Catalogue of Life.